# 100.000 lire

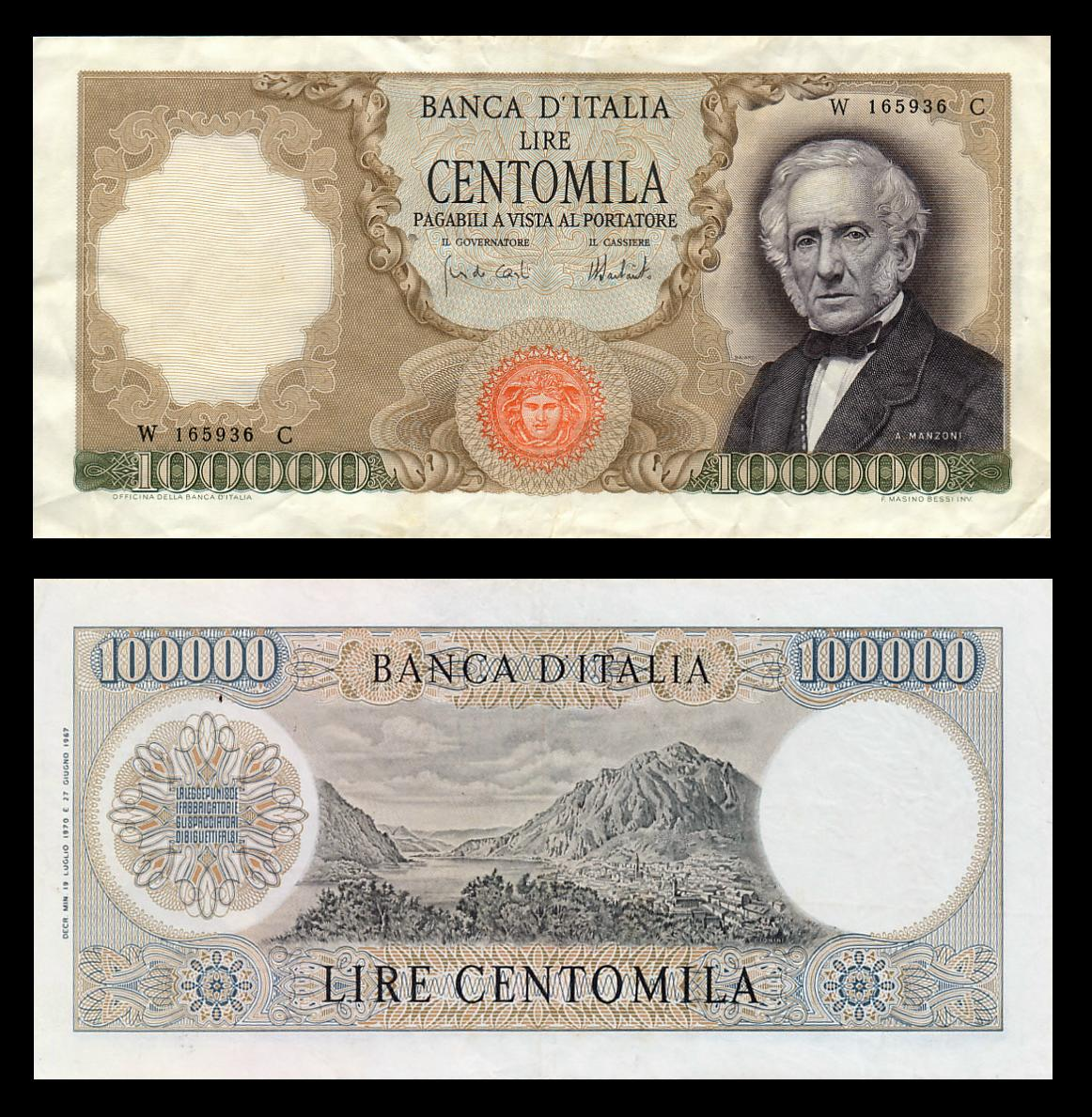
Le 100000 lire, dette "Manzoni", emesse dal 1967 al 1979.

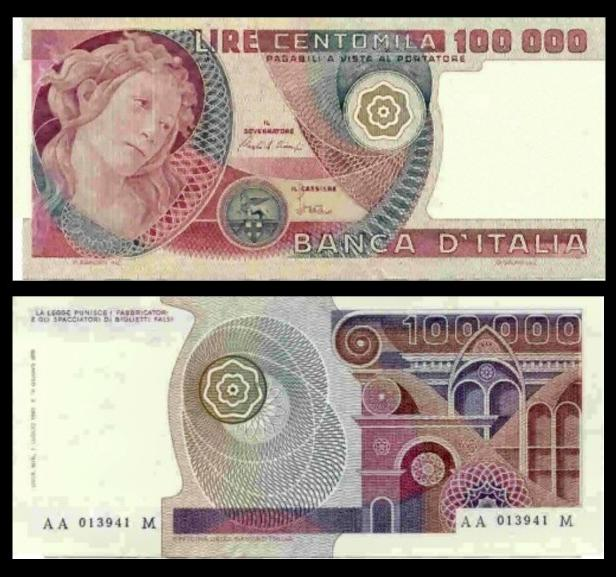
La banconota da 100000 lire, detta "Botticelli", emessa dal 1978 al 1982.

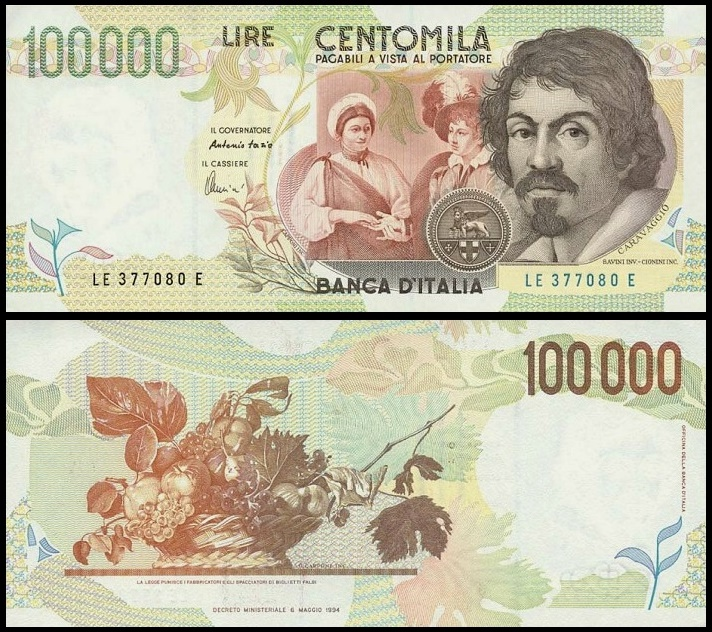
L'ultima banconota da 100000 lire, detta "Caravaggio" (2º tipo), emessa dal 1994 al 1998.

La banconota da 100.000 lire è stata uno dei tagli di cartamoneta circolante in Italia prima dell'introduzione dell'euro.

## Prima serie: Manzoni
La contestuale emissione di biglietti da 50 000 e 100 000 lire venne decisa per la prima volta dal governo di Aldo Moro e dal ministro del Tesoro Emilio Colombo. Nel 1967 il valore di 100 000 lire era decisamente elevato, equivalente ad uno stipendio e mezzo di un operaio. Secondo gli indici di rivalutazione odierni, il valore di questa banconota corrispondeva ad un controvalore di circa 1 000 euro.
La prima banconota da 100 000 lire in assoluto fu quella dedicata allo scrittore Alessandro Manzoni. Secondo i collezionisti si tratta di una delle più belle e riuscite banconote della storia della cartamoneta italiana (prima emissione 1967; ultima emissione 1979). Anche questa, così come molte altre banconote repubblicane, fu disegnata da Trento Cionini. Il retro mostra il panorama di Lecco sito in "quel ramo del Lago di Como" che fa da ambientazione ai Promessi sposi.

## Seconda serie: Botticelli
Nel corso degli anni Settanta la crisi petrolifera e la liberalizzazione del mercato internazionale dei cambi colpirono pesantemente la lira, che perse oltre la metà del suo valore. Fu così che il governo di Giulio Andreotti e del ministro del Tesoro Gaetano Stammati si trovarono nella necessità di emettere nuovi pezzi da 50 000 e 100 000 lire, dato che i vecchi erano ormai insufficienti come quantitativo e ampiamente contraffatti.
La nuova versione del biglietto raffigurò una delle Grazie tratta dal celebre dipinto della Primavera di Sandro Botticelli. Il verso mostra elementi architettonici, non meglio identificabili ma evidentemente ispirati al Medioevo e al Rinascimento (prima emissione 1978; ultima emissione 1982).

## Terza serie: Caravaggio primo tipo
Il fenomeno inflazionistico non diminuì, ma anzi si esacerbò nei primi anni Ottanta, raggiungendo un tasso del 20%. La somma di 100 000 lire del 1983 equivaleva in potere d'acquisto a quella di 15 000 lire del 1967. Il governo di Bettino Craxi e del ministro del Tesoro Giovanni Goria decise quindi di rinnovare tutte le banconote circolanti nel paese.
Sulle nuove banconote da 100 000, di color marrone-grigio e datate 1983, era raffigurato il volto del pittore Michelangelo Merisi da Caravaggio, ripreso dal celebre ritratto realizzato da Ottavio Leoni. Sul recto della banconota erano presenti, appunto, il volto dell'artista lombardo e la versione oggi al Museo del Louvre della sua opera Buona ventura; sul verso, il noto dipinto Canestra di frutta.
Nel frattempo, comunque, la svalutazione non accennò a rallentare: nel 1990 le banconote da 50 000 e 100 000 lire arrivarono ad un valore d'acquisto pari a quelle da 5 000 e 10 000 lire nel 1967.

## Quarta serie: Caravaggio secondo tipo
Come per quelle da 50 000 lire, esigenze di lotta alla contraffazione spinsero il Governatore della Banca d'Italia a proporre un nuovo modello per le banconote da 100 000 lire (prima emissione 1994).
La differenza fra i due tipi è nella colorazione, in alcuni dettagli dello sfondo e nella filigranatura, che è doppia nel nuovo modello. La banconota uscì dalla circolazione il 28 febbraio 2002.